# Lehrberg
Lehrberg – gmina targowa w Niemczech, w kraju związkowym Bawaria, w rejencji Środkowa Frankonia, w regionie Westmittelfranken, w powiecie Ansbach. Leży w paśmie Frankenhöhe, około 7 km na północny zachód od Ansbachu, nad rzeką Fränkische Rezat, przy drodze B13 i linii kolejowej Monachium - Würzburg.

## Dzielnice
W skład gminy wchodzą następujące dzielnice: 
| - Ballstadt - Berndorf - Birkach - Brünst - Buhlsbach - Gödersklingen - Gräfenbuch - Hürbel am Rangen - Kühndorf - Lehrberg | - Oberheßbach - Obersulzbach - Röshof - Schmalach - Schmalenbach - Unterheßbach - Untersulzbach - Wüstendorf - Zailach |